# Gustav Rosberg Vøllo
Gustav Rosberg Vøllo (19 aprile 1999) è uno sciatore alpino norvegese.

## Biografia
Specialista delle prove tecniche attivo dal dicembre del 2015, Vøllo ha esordito in Coppa Europa l'8 dicembre 2017 a Trysil in slalom gigante, senza completare la prova; dalla stagione 2018-2019 gareggia prevalentemente in Nor-Am Cup, dove ha esordito il 12 marzo di quell'anno a Burke Mountain nella medesima specialità (33º) e ha conquistato il primo podio il 12 dicembre 2022 a Beaver Creek sempre in slalom gigante (3º). Non ha debuttato in Coppa del Mondo né preso parte a rassegne olimpiche o iridate.

## Palmarès

### Nor-Am Cup
- Miglior piazzamento in classifica generale: 33ª nel 2020
- 1 podio:
  - 1 terezo posto